# Данута Шафлярська
Данута Шафлярська (пол. Danuta Szaflarska; 6 лютого 1915 — 19 лютого 2017) — польська акторка театру, кіно та озвучування.

## Біографія
Данута Шафлярська народилася 6 лютого 1915 в місті Північна-Здруй. Дебютувала в театрі в 1928. Акторка театрів у кількох містах: Вільнюс, Краків, Лодзь, Варшава.

## Вибрана фільмографія
1. 1946: Заборонені пісеньки / Zakazane piosenki — Галіна Токарська
2. 1946: Дві години / Dwie godziny — Вероніка
3. 1948: Скарб / Skarb — Крися
4. 1950: Варшавська прем'єра / Warszawska premiera — графиня Крістіна
5. 1953: Будинок з карт / Domek z kart — Кітті
6. 1961: Сьогодні вночі загине місто / Dziś w nocy umrze miasto — італійка
7. 1962: Голос з того світу / Głos z tamtego świata — Станіслава Едельман
8. 1967: Це твій новий син / To jest twój nowy syn — Вікторія, мати Алі
9. 1977: Лялька / Lalka — Місевічова, мати Ставської
10. 1982: Долина Ісси / Dolina Issy — Михалина Сурконтова, бабуся Томашек
11. 1990: Корчак / Korczak — мати Макса
12. 1998: Нічого / Nic — «Вредина», сусідка Гелі
13. 1999: Тиждень із життя чоловіка / Tydzień z życia mężczyzny — мати Адама
14. 2001: Переддень весни / Przedwiośnie — тітка Вікторія
15. 2007: Настав час помирати / Pora umierać — Анеля Вальтер

## Нагороди
- Кавалер Ордена Відродження Польщі (1954)
- Державна премія ПНР третій ступеня (1954)
- Нагорода Міністра культури і мистецтва ПНР 2-го ступеня (1964)
- Нагорода «Комітету у справи радіо і телебачення» (1965)
- Командор Ордена Відродження Польщі (1978)
- Командор із зіркою Ордена Відродження Польщі (2005)
- Золота Медаль «За заслуги в культурі Gloria Artis» (2007)